# 倶多楽湖
倶多楽湖（クッタラこ、クッタラ湖）は、北海道白老郡白老町にあるカルデラ湖で、活火山「倶多楽」の一部である。

## 概要
登別温泉東側約2kmの位置にある。支笏洞爺国立公園になっており、気象庁指定の活火山「倶多楽」の一部である。湖は周囲約8kmの円形で、流入・流出する川がなく水質はきわめて良い。環境省が発表する公共用水域水質測定では毎年湖沼部門の上位に名を連ね、2001年度公共用水域水質測定結果では1位となった。透明度は摩周湖に次いで2位とされている。年間の湖水位変化は1 - 2m程度である。また、湖水が地下水として湖底から漏出し、その漏出量は0.44m3/sと見積もられている。
冬季は全面結氷することもあり、3月中旬～下旬ごろまで湖面が凍結した状態となる。

### 名称の由来
アイヌ語の「クッタルシト」（クッタルシの湖）に字をあてたものである。「クッタルシ」は現在の虎杖浜を指す地名で、「イタドリ（虎杖）・群生する・ところ」を意味する。

## 火山活動

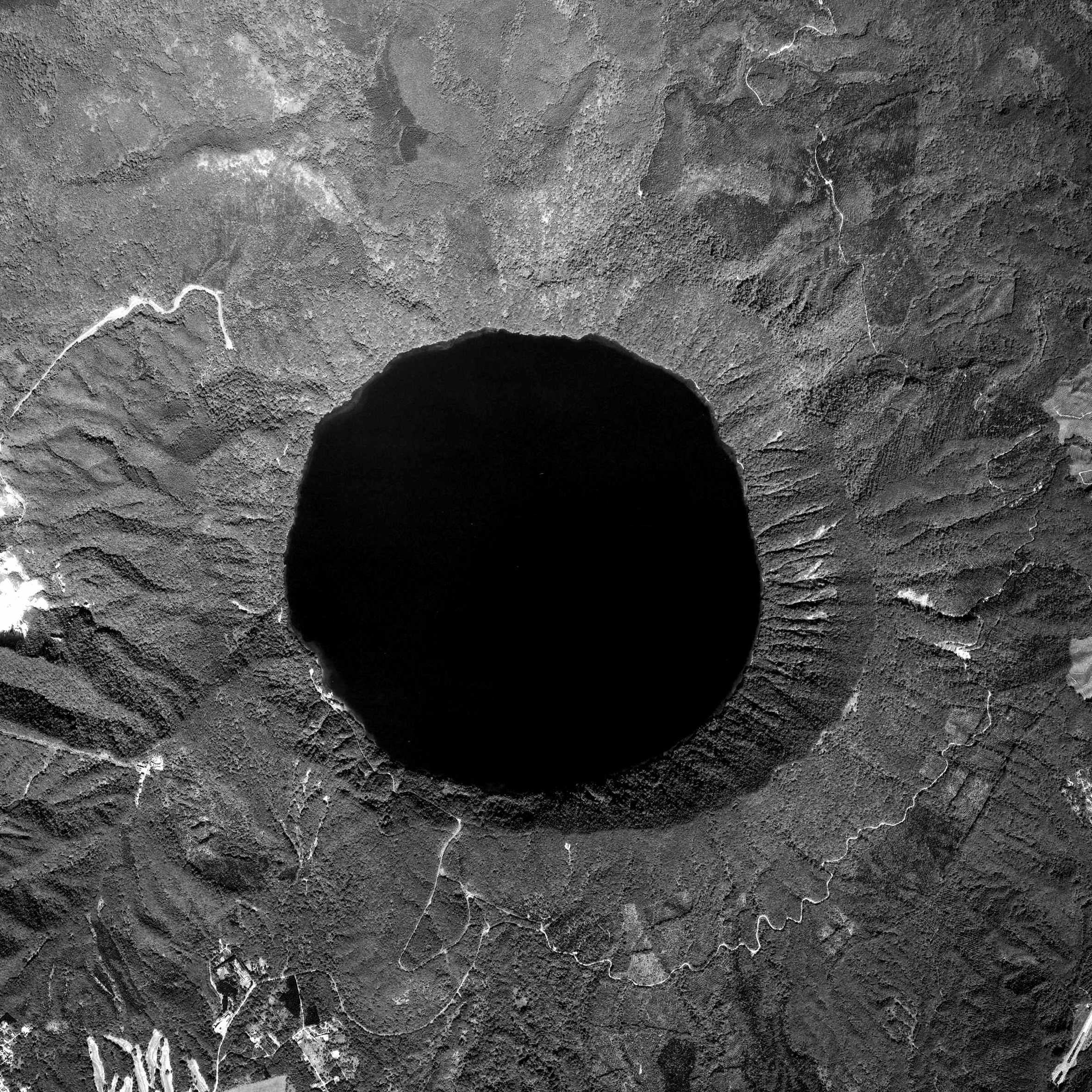
倶多楽湖の空中写真。

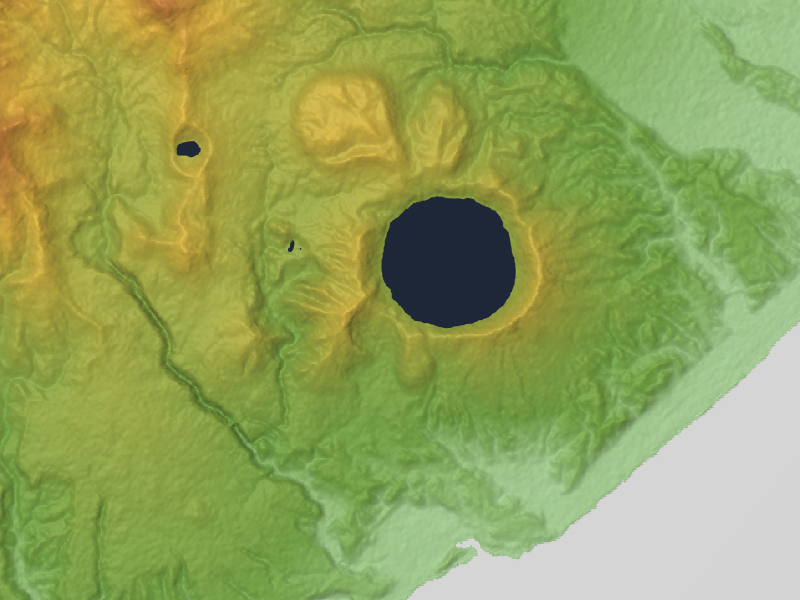
倶多楽火山の地形図

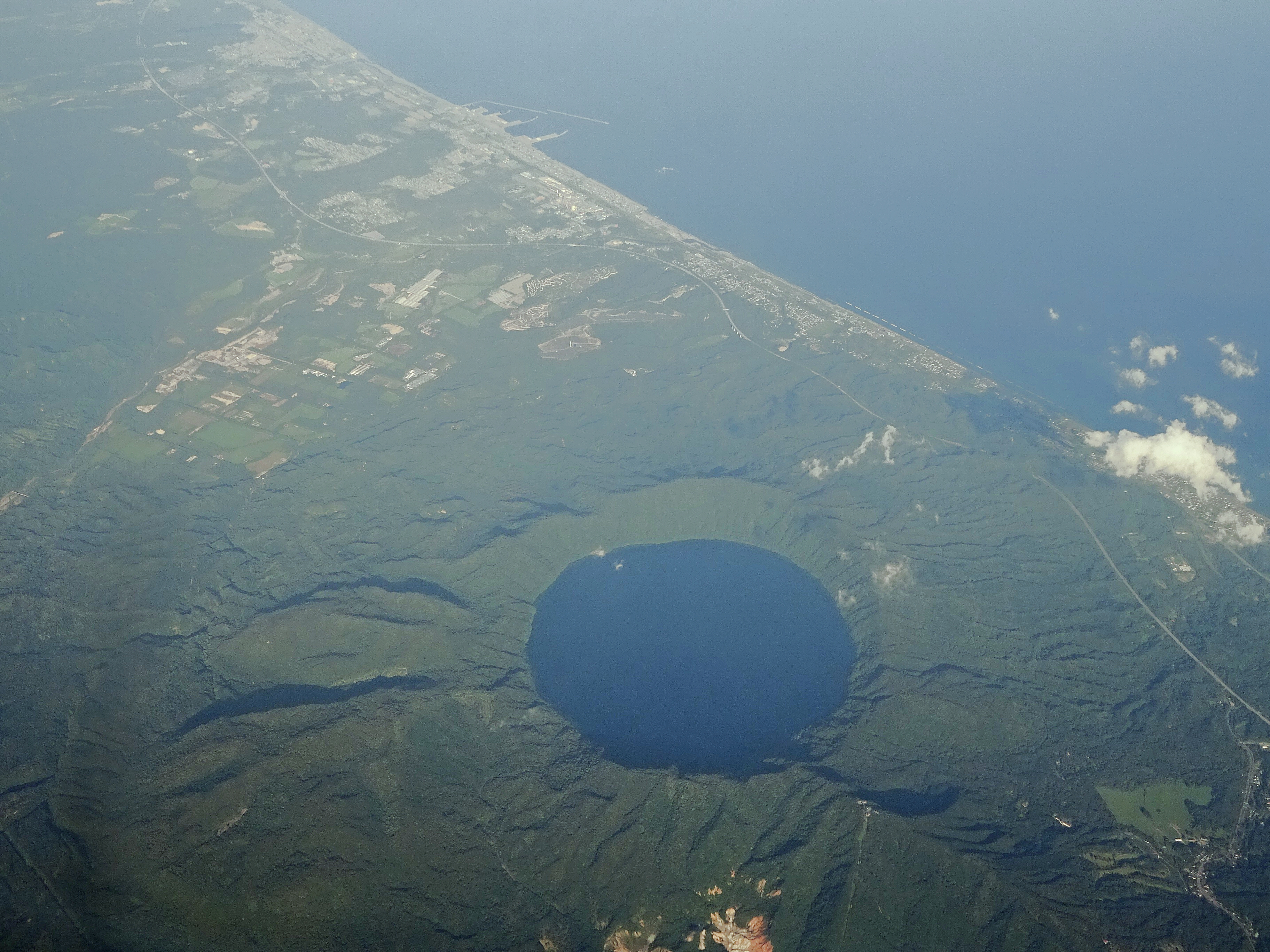
倶多楽湖を空撮（2021年）

倶多楽火山は玄武岩 - 安山岩の成層火山体で、約8万年から4万5千年前までの期間に複数の火口で火砕流を伴う大規模な噴火を繰り返し、約4万年前までの活動でクッタラカルデラを形成した。カルデラ形成後は、湖の西側にある後カルデラ火山である登別火山（日和山、大湯沼、地獄谷など）が噴気活動を続けており、最近8,500年間は平均700年に一回程度の割合で水蒸気噴火が発生している。湖の周囲は標高500m前後の外輪山が形成されており、最高地点は窟太郎山の534m。

### 主な活動
| 年代          | イベント名         | 噴出量 DRE km3 | 噴火様式                                   | 主な岩石              |
| ------------- | ------------------ | -------------- | ------------------------------------------ | --------------------- |
| 約8万年前     | Kt-8テフラ         | 9.9            | マグマ水蒸気噴火：火砕流、降下火山灰・軽石 |                       |
| 約7万年前     | Kt-7テフラ         | 10.8           | プリニー式噴火：火砕流、降下軽石           |                       |
| 約6万年前     | Kt-6テフラ         | 16.8           | プリニー式噴火：火砕流、サージ、降下軽石   | 流紋岩-デイサイト     |
| 約5.7万年前   | Kt-5テフラ         | 不明           | プリニー式噴火：降下軽石                   | 流紋岩                |
| 約5.5万年前   | Kt-4テフラ         | 11以上         | プリニー式噴火：火砕流、サージ、降下軽石   | 玄武岩質安山岩-流紋岩 |
| 約5.1万年前   | Kt-Hyテフラ        | 0.6            | 火砕流、サージ、降下火山灰・軽石・スコリア | デイサイト            |
| 約4.9万年前   | Kt-3テフラ         | 20.1           | プリニー式噴火：降下軽石、サージ           | 安山岩-デイサイト     |
| 4.9-4.6万年前 | 472m峰安山岩       | 0.2            | 溶岩流                                     | 安山岩                |
| 4.9-4.6万年前 | 北山安山岩         | 0.5            | 溶岩流、降下スコリア                       | 安山岩                |
| 4.9-4.6万年前 | 東山安山岩         | 0.2            | 溶岩流、降下火砕物                         | 安山岩                |
| 約4.6万年前   | Kt-Tkテフラ        | 2.5            | 降下スコリア、溶岩流                       | 玄武岩-安山岩         |
| 約4.45万年前  | Kt-2テフラ         | 10.2           | プリニー式噴火：降下軽石                   | デイサイト            |
| 約4.35万年前  | Kt-1テフラ         | 14.4           | プリニー式噴火：火砕流、サージ、降下火砕物 | デイサイト-流紋岩     |
| 完新世初頭    | 橘湖火砕丘         |                | 火砕丘                                     | 安山岩                |
| 約1.45万年前  | 日和山溶岩円頂丘   | 0.04           | 溶岩ドーム                                 | デイサイト            |
| AD1800年頃    | Nb-a降下火砕堆積物 |                | 水蒸気爆発                                 |                       |

引用元：

## 生態系
貧栄養湖でプランクトン量に乏しく、エゾサンショウウオ（かつて、サンショウウオが鰓を付けたまま成熟する現象「ネオテニー」があったが、最近は見られない）以外ほとんど生息していない湖だったが、1910年（明治43年）に十和田湖や支笏湖からヒメマスが移植され、以降その養殖が行われている。

## 観光
倶多楽湖は国立公園特別区域内ということもあって開発が制限されており、登別方面からの観光道路のみアクセスしており、湖を1周できる道路はない。道路の湖沿いにレストハウス（解禁期間のみ営業）があり、ここでボートを借りてヒメマス（チップ）釣りができる（解禁期間は例年5月上旬から約3ヶ月）。

## ギャラリー

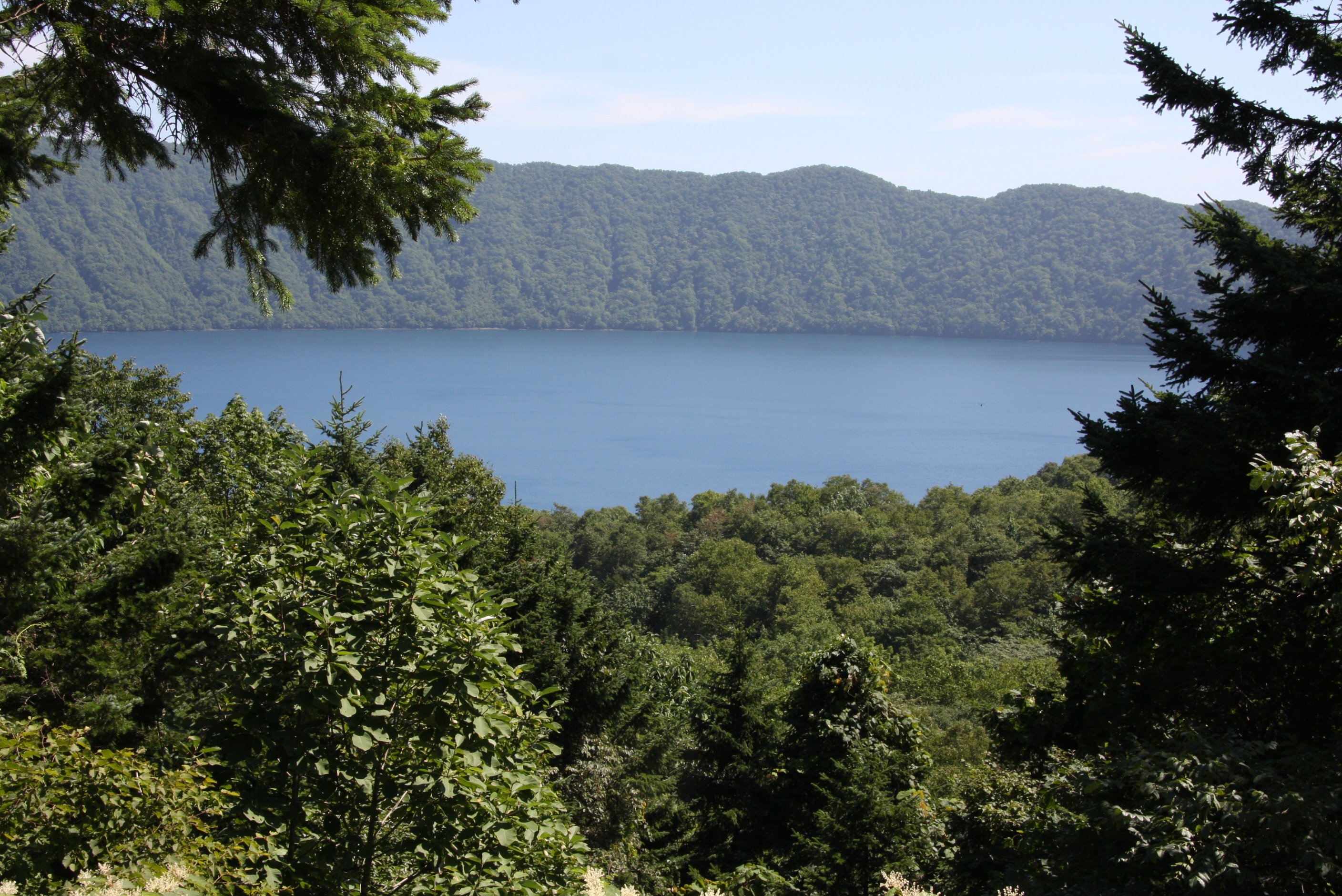
北西から
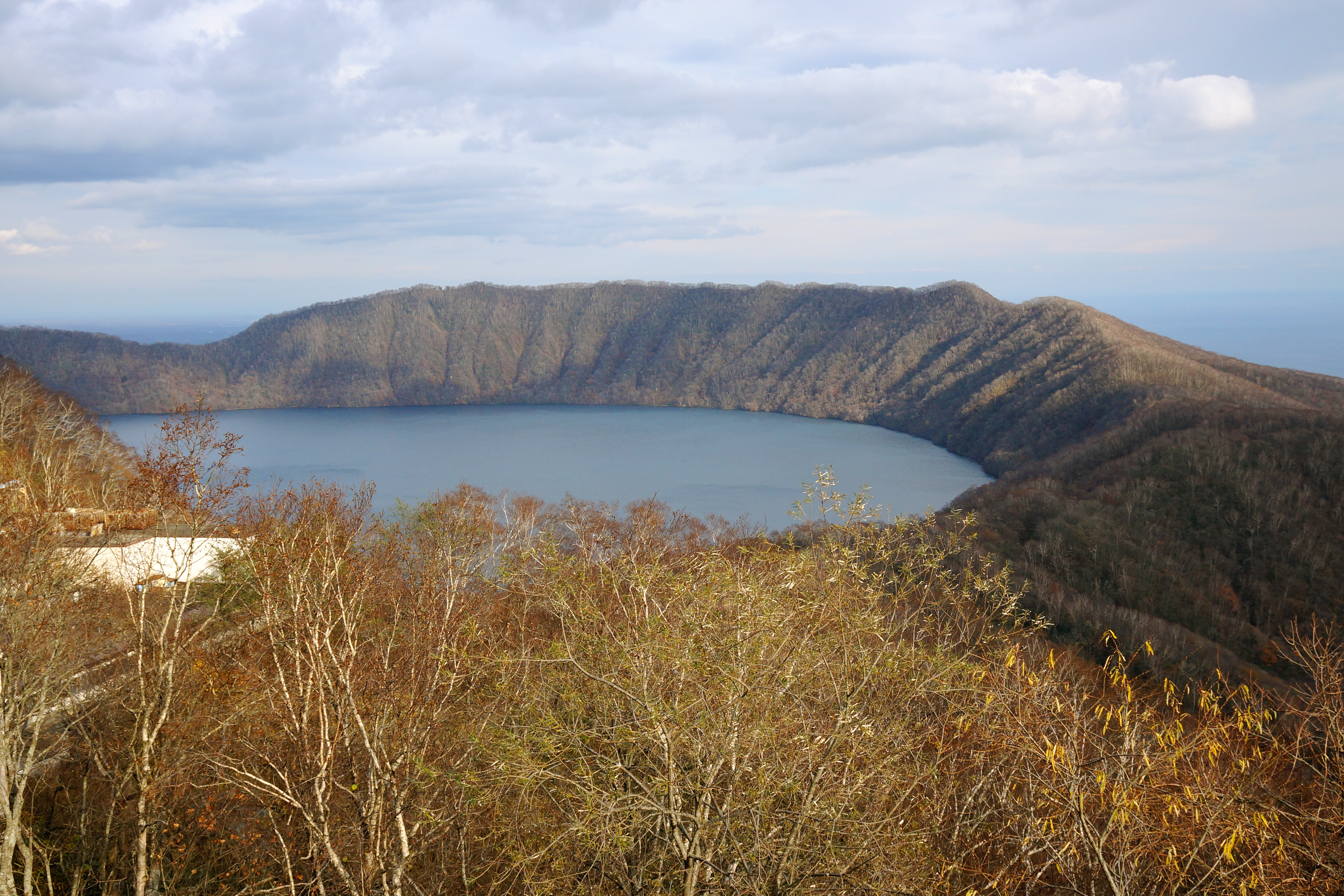
西南西から
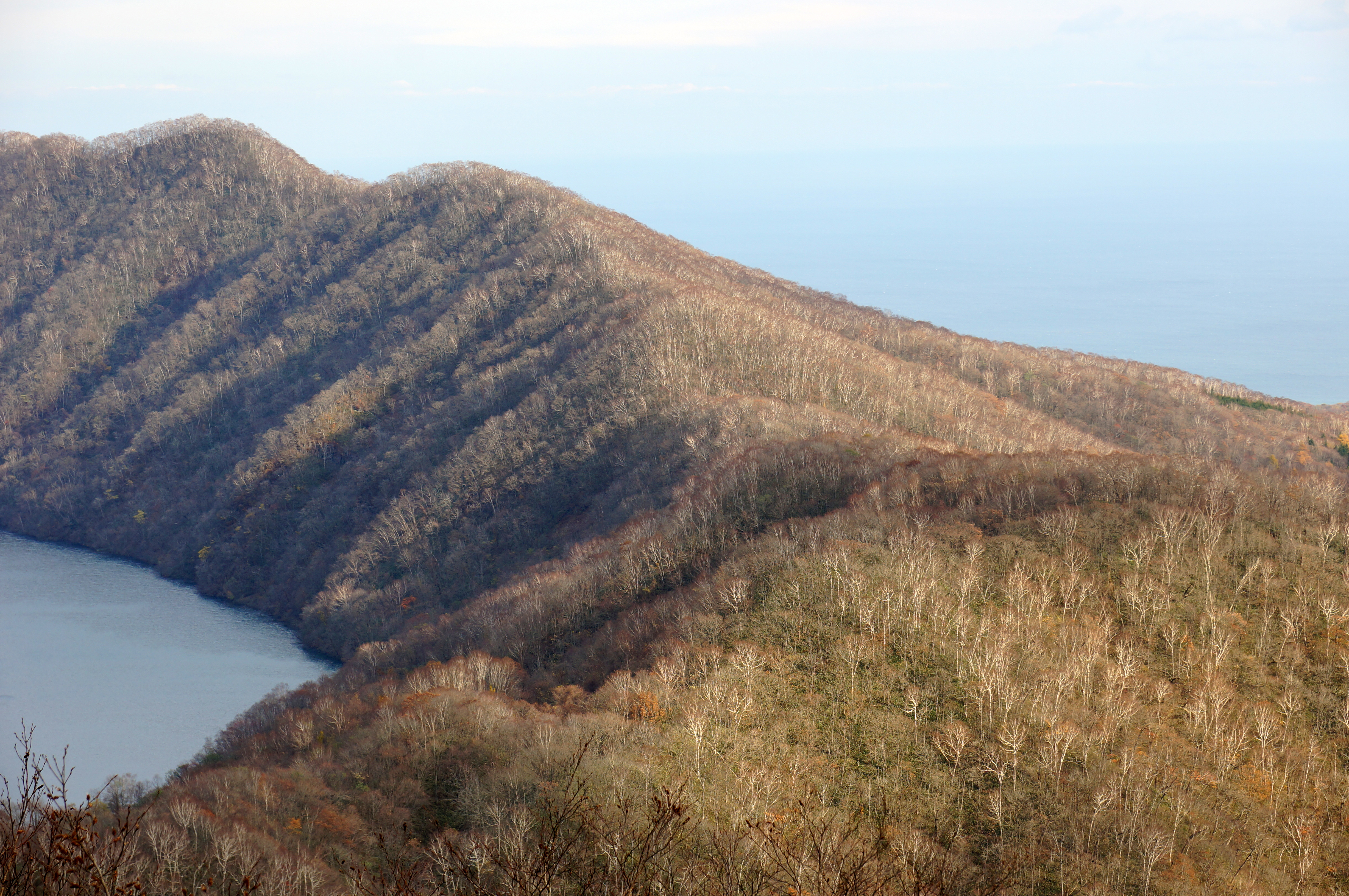
外輪山最高地点の窟太郎山

## アクセス
車
- 道央自動車道登別東ICから北海道道2号洞爺湖登別線・北海道道350号倶多楽湖公園線を経由して約8km。

鉄道
- 北海道旅客鉄道（JR北海道）室蘭本線登別駅が最寄駅。